# Dahlak-Archipel
Der Dahlak-Archipel ist eine zu Eritrea gehörende Inselgruppe im Roten Meer vor Massaua. Er bildet die Subregion (Distrikt) Dahlak, eine von neun Subregionen der Region Semienawi Kayih Bahri (Nördliches Rotes Meer). Der Archipel umfasst zwei größere Inseln (Dahlak Kebir mit 754,9 km² und Nora mit 104,6 km²) sowie 124 kleine und kleinste und ist vom eritreischen Festland durch den an der engsten Stelle 14 Kilometer breiten Massawa Channel getrennt.
Zusammen haben die Inseln eine Fläche von 900 Quadratkilometern. Nur die Hauptinsel Dahlak Kebir sowie zwei weitere Inseln (Nora und Dehil) sind bewohnt. Insgesamt leben rund 2800 Menschen auf den Inseln, davon 2000 auf der Hauptinsel Dahlak Kebir. Die Bewohner des Archipels sprechen eine eigene dem Tigré sehr ähnliche Sprache, das Dahalik.
Die Inseln sind von Korallenriffen umgeben und gelten wegen ihres Fischreichtums als Taucherparadies. Sie bilden den Dahlak Marine National Park, einen von nur zwei Nationalparks Eritreas.

## Geschichte
Früher waren die Inseln Zentrum der Perlenfischerei im Roten Meer, wahrscheinlich waren sie schon den Römern bekannt. Die Bewohner waren unter den ersten, die in Ostafrika Muslime wurden. Schon im 7. Jahrhundert bildete sich ein eigenständiger islamischer Staat auf den Inseln. Sie gerieten aber bald unter jemenitische und 1559 unter osmanische Herrschaft.
Zu Beginn der italienischen Kolonialherrschaft 1891/92 über Eritrea gab es auf einer der Inseln ein Lager für Oppositionelle aus Eritrea und anderen italienischen Kolonien.
Als Kontinuität der kolonialen Zeit und Praxis baute das faschistische Italien ab 1936 das inzwischen verfallene Gefängnis wieder auf und baute es zu einem Konzentrationslager, dem KZ Nocra, aus. Dort herrschten dramatische Zustände. Das Lager, in dem die Gefangenen für harte Zwangsarbeit ausgebeutet wurden, wird heute von der Geschichtswissenschaft mit einer Sterblichkeit von mindestens 58 % als Todeslager beschrieben. Bei der Befreiung Nocras durch britische Soldaten am 6. Mai 1941 fanden diese die 332 überlebenden Äthiopier in einem Zustand vor, der vergleichbar war mit dem jener Häftlinge, die später aus deutschen Vernichtungslagern befreit wurden. Auf den Inseln befand sich nach der realsozialistischen Machtübernahme durch den Derg eine von der Sowjetunion genutzte Marinebasis, die dann im Laufe der Auflösung der Sowjetunion 1990–1991 kurzzeitig von Israel genutzt wurde.
Laut einem Bericht von Stratfor hat Israel auch heute noch eine „kleine, aber signifikante“ Marine- und Aufklärungspräsenz im Archipel.
Das vor einigen Jahren eröffnete Grand Hotel Dahlak liegt auf der Insel Dissei (Dessie), einer küstennahen und traditionell bewohnten Insel, die westlich (festlandseitig) des Massawa Channels liegt und deshalb nicht mehr zum Dahlak-Archipel zu rechnen ist.